# Irfan Jaya
Irfan Jaya (sinh ngày 1 tháng 5 năm 1996)  là một cầu thủ bóng đá người Indonesia hiện tại thi đấu cho Persebaya Surabaya ở Liga 1 ở vị trí tiền vệ chạy cánh.

## Sự nghiệp câu lạc bộ
Năm 2017, anh ký bản hợp đồng 4 năm với Persebaya Surabaya. Anh có màn ra mắt ngày 20 tháng 7 năm 2017 với vị trí thay thế, kết thúc với chiến thắng 1–0 trước Madiun Putra trên Sân vận động Wilis.

## Thống kê sự nghiệp

### Bàn thắng quốc tế
| #  | Ngày                 | Địa điểm                                           | Đối thủ  | Bàn thắng | Kết quả | Giải đấu     |
| -- | -------------------- | -------------------------------------------------- | -------- | --------- | ------- | ------------ |
| 1. | 10 tháng 10 năm 2018 | Sân vận động Wibawa Mukti, Cikarang, Indonesia     | Myanmar  | 2–0       | 3–0     | Giao hữu     |
| 2. | 10 tháng 10 năm 2018 | Sân vận động Wibawa Mukti, Cikarang, Indonesia     | Myanmar  | 3–0       | 3–0     | Giao hữu     |
| 3. | 25 tháng 11 năm 2021 | Khu liên hợp thể thao Emirhan, Antalya, Thổ Nhĩ Kỳ | Myanmar  | 2–0       | 4–1     | Giao hữu     |
| 4. | 12 tháng 12 năm 2021 | Sân vận động Bishan, Bishan, Singapore             | Lào      | 2–0       | 5–1     | AFF Cup 2020 |
| 5. | 19 tháng 12 năm 2021 | Sân vận động Quốc gia, Kallang, Singapore          | Malaysia | 1–1       | 4–1     | AFF Cup 2020 |
| 6. | 19 tháng 12 năm 2021 | Sân vận động Quốc gia, Kallang, Singapore          | Malaysia | 2–1       | 4–1     | AFF Cup 2020 |

## Danh hiệu

### Câu lạc bộ
Persebaya Surabaya
- Liga 2: 2017

### Cá nhân
- Cầu thủ xuất sắc nhất Liga 2: 2017[3]